# Mariensäule (Appelhülsen)

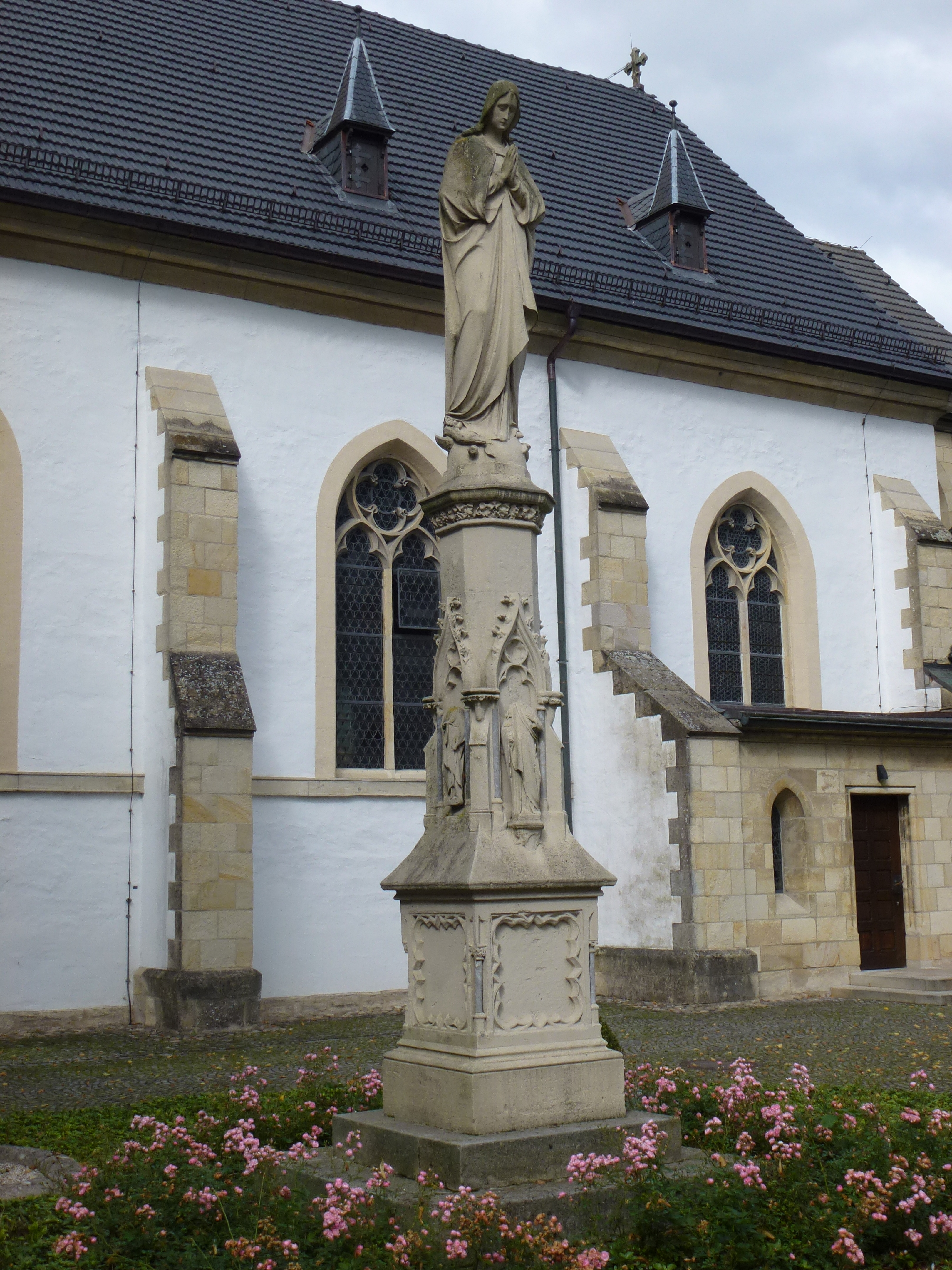
Mariensäule

Die Mariensäule befindet sich vor der Kirche St. Mariä Himmelfahrt auf dem Marienplatz in Appelhülsen, einem Ortsteil der Gemeinde Nottuln im Kreis Coesfeld in Nordrhein-Westfalen.

## Geschichte
Die Mariensäule wurde im Jahr 1904 von Bernhard Rawe aus Essen der Kirche in Appelhülsen geschenkt und im gleichen Jahr zu Maria Himmelfahrt eingeweiht.
2003/2004 musste sie gründlich renoviert werden, da sie durch Witterungseinflüsse stark in Mitleidenschaft gezogen worden war. Zu ihrem 100. Geburtstag im Jahr 2004 konnte sie neu eingeweiht werden.
Die Gemeinde Nottuln hat die Säule als Baudenkmal unter Nummer A52 in die Denkmalliste aufgenommen.

## Beschreibung
Die neugotische Mariensäule hat eine Gesamthöhe von 5,40 m, die Marienstatue selbst ist knapp 2 m hoch. Umgeben wurde sie ursprünglich von acht kleineren Figuren, von denen nur noch eine komplett erhalten ist. Von zwei weiteren Figuren fehlen die Köpfe, alle anderen sind nicht mehr vorhanden.
Umgeben wird die Säule von einem Kranz aus fünf runden Brunnenschalen aus Naturstein, in denen ursprünglich Wasserfontänen sprudelten. Aktuell sind die Brunnenschalen mit Buchsbaumkugeln bepflanzt.